# Istres
Istres är en kommun i departementet Bouches-du-Rhône i regionen Provence-Alpes-Côte d'Azur i sydöstra Frankrike. Kommunen är chef-lieu för kantonerna Istres-Nord och Istres-Sud och för arrondissementet Istres. År 2022 hade Istres 44 044 invånare.
Stadens flygplats kunde användas som nödlandningsplats för NASA:s rymdfärjor om de fick problem direkt efter uppskjutning.

## Befolkningsutveckling
Antalet invånare i kommunen Istres
Referens:INSEE